# 喬治·阿爾科克
喬治·阿爾科克（George Alcock、1912年8月28日–2000年12月15日）是一位英國天文學家。他是最成功新星和彗星肉眼發現者之一。

## 生平
喬治·阿爾科克出生於英格蘭北安普敦郡彼得伯勒。
1921年4月8日日食引發了喬治·阿爾科克對天文學的興趣。之後他的興趣逐漸轉向流星和流星雨的觀測，並於1935年3月27日加入了英國天文學協會 。1953年，他決定開始尋找彗星，並於1955年開始尋找新星。他的技巧是記住數千顆恆星的位置，這樣他就可以透過視覺識別任何新天體。
1959年，他發現了彗星C/1959 Q1（阿爾科克），這是1894年以來英國發現的第一顆彗星，僅五天之後，他又發現了另一顆彗星C/1959 Q2（阿爾科克）。他於1963 年（C/1963 F1 Alcock）和1965年又發現了兩顆彗星。
1967年，他發現了第一顆新星—海豚座HR，具有不尋常的光度曲線。之後他陸續發現了兩顆新星：狐狸座LV（1968年）和盾牌座V368（1970年）。
1983年，他發現了第五顆也是最後一顆彗星：IRAS—荒貴—阿爾科克彗星。 1991 年，他發現了新星武仙座V838。